# Championnats d'Europe de judo 1962
Navigation
Édition précédente Édition suivante
La 11e édition des championnats d'Europe de judo, s'est déroulée les 12 et 13 mai 1962 à Essen en Allemagne de l'Ouest.

## Résultats[1]

### Individuels amateurs
| Épreuves                    | Or                          | Argent                  | Bronze                                       |
| --------------------------- | --------------------------- | ----------------------- | -------------------------------------------- |
| 1e dan                      | Marcel Etienne (BEL)        | Boris Mitchenko (URS)   | Tamas David (HUN) Peter Herrmann (FRG)       |
| 2e dan                      | Anzor Kibrotsashvili (URS)  | Remo Venturelli (ITA)   | Borivoje Cveijcs (YUG) Wolfgang Ehler (FRG)  |
| 3e dan                      | Alan Petherbridge (GBR)     | Theo van Ierland (NED)  | Michel Franceschi (FRA) John Ryan (GBR)      |
| 4e dan                      | Jean-Pierre Dessailly (FRA) | Nicola Tempesta (ITA)   | Michel Bourgoin (FRA)                        |
| moins de 68 kg poids légers | André Bourreau (FRA)        | Erich Zielke (GDR)      | Frantisek Kuna (TCH) Michel Lesturgeon (FRA) |
| moins de 80 kg poids moyens | Lionel Grossain (FRA)       | Jaap Mackay (NED)       | Otto Smirat (GDR) Alfred Karatchuk (GDR)     |
| plus de 80 kg poids lourds  | Herbert Niemann (GDR)       | Willem Dadema (NED)     | Karl Nitz (GDR) Adri Smits (NED)             |
| Toutes catégories           | Anzor Kiknadze (URS)        | Michail Lukatchev (URS) | Theo van Ierland (NED) Beludze (SUI)         |

### Individuels  professionnels
| Épreuves                    | Or                   | Argent                 | Bronze                                       |
| --------------------------- | -------------------- | ---------------------- | -------------------------------------------- |
| moins de 68 kg poids légers | Jan Snijders (NED)   | Roger Forestier (FRA)  | Franz-Hermann Fischer (FRG) Kurt Leise (FRG) |
| moins de 80 kg poids moyens | Henri Courtine (FRA) | Gerd Stamer (FRG)      | Lange (NED) Romain Pacalier (FRA)            |
| plus de 80 kg poids lourds  | Anton Geesink (NED)  | Mathieu Vallauri (FRA) | Pierre Brouha (BEL) Roussey (FRA)            |
| Toutes catégories           | Anton Geesink (NED)  | George Kerr (GBR)      | André Leclerc (FRA) Kenneth Maynard (GBR)    |

### Par équipes
| Épreuve     | Or                                                                                       | Argent                                                                            | Bronze |
| ----------- | ---------------------------------------------------------------------------------------- | --------------------------------------------------------------------------------- | --- |
| Par équipes | France Michel Bourgoin Jean-Pierre Dessailly André Iriart Mathieu Vallauri André Leclerc | Pays-Bas Willem Dadema Anton Geesink Jaap Mackaay Gerard Stroess Theo van Ierland | Union soviétique Surab Beruachvili Anzor Kibrokachvili Anzor Kiknadze Michail Kukasevitch Genrich Sulc Italie Giuseppe Guerriero Romano Polverari Nicola Tempesta Remo Venturelli Gino Zanchetti |

- Demi-finales :
  -  France -  Italie : 1 victoire à 1 (10-5)
  -  Pays-Bas -  Union soviétique : 1 victoire à 1 (10-7)

- Finale :
  -  France -  Pays-Bas : 2 victoires à 1

## Tableau des médailles
Les médailles obtenues dans la compétition par équipes ne sont pas comptabilisées dans le tableau de médailles.
| Rang  | Nation               | Or | Argent | Bronze | Total |
| ----- | -------------------- | -- | ------ | ------ | ----- |
| 1     | France               | 4  | 2      | 6      | 12    |
| 2     | Pays-Bas             | 3  | 3      | 3      | 9     |
| 3     | Union soviétique     | 2  | 2      | 0      | 4     |
| 4     | Allemagne de l'Est   | 1  | 1      | 3      | 5     |
| 5     | Royaume-Uni          | 1  | 1      | 2      | 4     |
| 6     | Belgique             | 1  | 0      | 1      | 2     |
| 7     | Italie               | 0  | 2      | 0      | 2     |
| 8     | Allemagne de l'Ouest | 0  | 1      | 4      | 5     |
| 9     | Hongrie              | 0  | 0      | 1      | 1     |
| 9     | Suisse               | 0  | 0      | 1      | 1     |
| 9     | Tchécoslovaquie      | 0  | 0      | 1      | 1     |
| 9     | Yougoslavie          | 0  | 0      | 1      | 1     |
| Total | Total                | 12 | 12     | 23     | 47    |

## Sources
- Podiums complets sur le site JudoInside.com.

- Epreuve par équipes sur le site allemand sport-komplett.de.

- Podiums complets sur le site alljudo.net.

- Podiums complets sur le site Les-Sports.info.